# Serhij Popow
Serhij Serhijowytsch Popow (ukrainisch Сергій Сергійович Попов, russisch Сергей Попов, englische Transkription: Sergiy Popov, * 6. August 1991 in Saporischschja, Ukrainische SSR) ist ein ukrainischer Beachvolleyballspieler. Er wurde 2018 ukrainischer Meister im Sand.

## Karriere
Popow spielte 2008 bei der Jugend-Weltmeisterschaft in Den Haag mit Walerij Samodaj und erreichte den 19. Platz. Im folgenden Jahr gewann das Duo das WM-Turnier in Alanya. Bei der U20-Europameisterschaft 2009 in Griechenland unterlagen Popow/Samodai erst im Endspiel. Die U20-EM 2010 in Catania beendeten sie auf dem dritten Rang. Nach ihrem ersten gemeinsamen Open-Turnier der FIVB World Tour in Kristiansand belegten sie bei der U23-EM in Kos den 17. Platz. Bei der Junioren-WM in Alanya kamen sie nicht über den 25. Rang hinaus. Ein Jahr später gelang ihnen bei der U21-WM in Halifax durch einen Sieg im Endspiel gegen die Polen Kantor/Łosiak der nächste Titelgewinn. 2012 nahmen sie in Berlin erstmals an einem Grand Slam teil. Anschließend wurden sie in Assen Europameister der U23, indem sie sich im Finale erneut gegen Kantor/Łosiak durchsetzten. Bei der Weltmeisterschaft dieser Altersklasse erreichten sie 2013 in Mysłowice den 17. Rang. Außerdem nahmen sie an der WM in Stare Jabłonki teil.
2014 spielte Popow mit Illja Kowalow, von 2014 bis 2017  mit Oleksij Denin, 2018 und 2021 mit Wladyslaw Jemeljantschyk sowie von 2018 bis 2020 mit Jaroslaw Hordeew. Einziger internationaler Sieg war dabei mit Jemeljantschyk 2018 beim FIVB 1-Stern-Turnier in Poreč.
Seit November 2021 ist Eduard Resnik Popows Partner. Auf der World Beach Pro Tour hatten die beiden Ukrainer zahlreiche Top-Ten-Platzierungen, darunter ein zweiter Platz beim ersten Challenge-Turnier im Oktober 2022 in Dubai. Auch auf der German Beach Tour 2022 waren sie aktiv und gewannen dabei das Turnier in München. Bei der Europameisterschaft 2023 in Wien gewannen Popow/Resnik das Spiel um Platz drei gegen die Italiener Paolo Nicolai und Samuele Cottafava.